# Kaspar von Nostitz (Hauptmann)

Wappen derer von Nostitz

Kaspar I. von Nostitz-Tzschocha (* vor 1430; † um 1490) war ein Söldnerführer des Deutschen Ordens im Dreizehnjährigen Krieg, später Hauptmann von Görlitz und Bautzen sowie schlesischer Feldhauptmann.

## Abstammung
Kaspar von Nostitz entstammte dem Lausitzer Uradelsgeschlecht derer von Nostitz mit Besitzungen sowohl in der Oberlausitz als auch in Schlesien. Beide Länder gehörten damals zum Königreich Böhmen. 

## Leben

### Im Dienste Sagans
Seit 1439 war er in den Glogauer Erbfolgestreit involviert. Im gleichen Jahr gab die Familie Nostitz ihren Stammsitz auf der Burg Kittlitz samt dem namensgebenden Rittergut Nostitz auf. Dafür übernahm man 1451 die zuvor von den Hussiten verwüstete Burg Tzschocha, die Kaspar in seinen Namen aufnahm. 

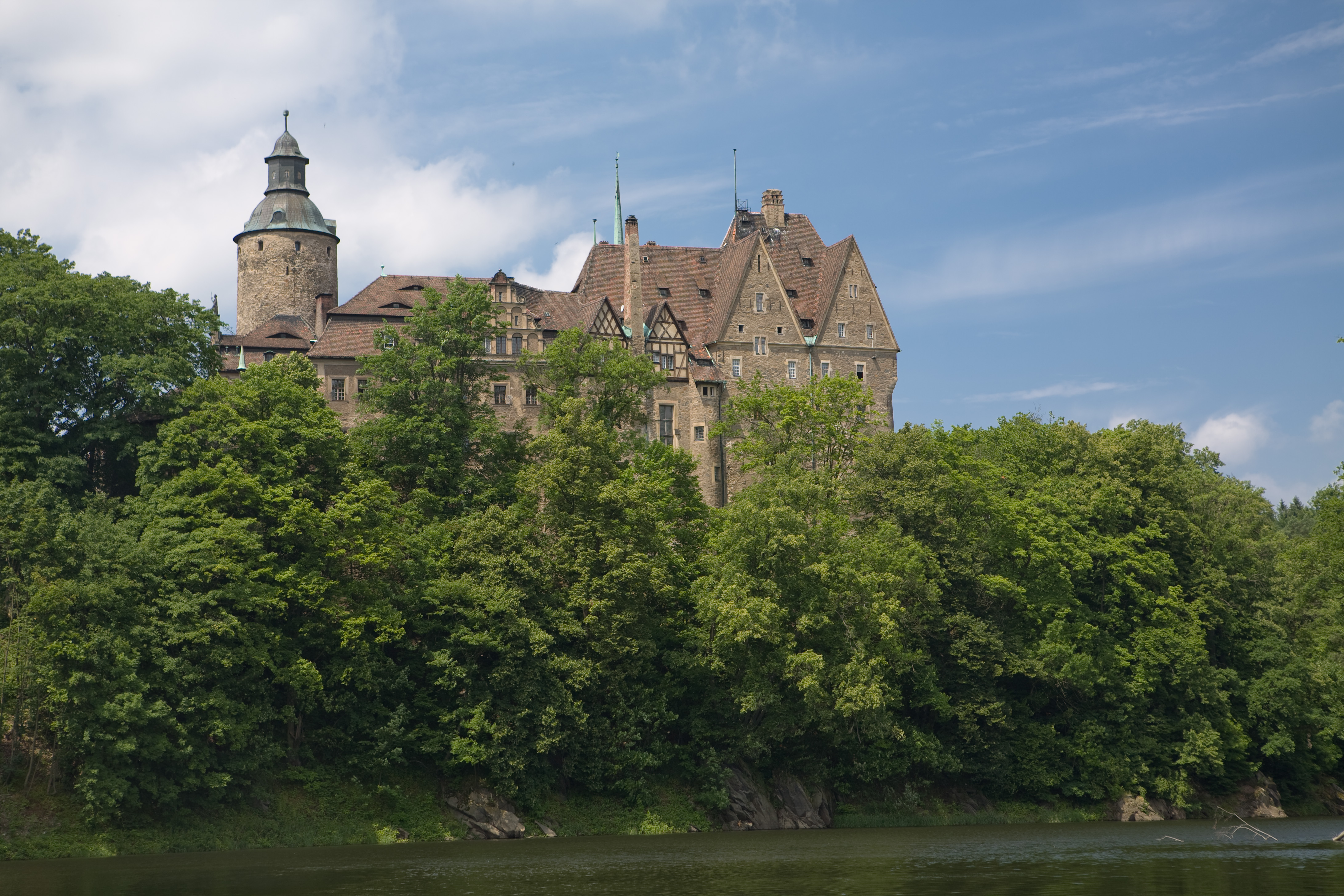
Burg Tzschocha von der Flussseite

### Im Dienste des Deutschherrenordens
Kaspar von Nostitz war schon in seinen jüngeren Jahren Knappe und später Ritter. 1454 brach er mit Herzog Rudolf von Sagan nach Preußen auf, um mit einem Söldnerheer, das in Schlesien und der Lausitz rekrutiert worden war, dem Deutschritterorden zur Hilfe gegen Polen zu eilen. Kaspar von Nostitz wird in den Chroniken als einer der Hauptleute dieses Heeres bezeichnet. In dieser Funktion nahm er an der Schlacht bei Konitz (1454) teil, welche trotz des Todes ihres Anführer, Rudolf von Sagan, mit einem Sieg der Ordenskräfte endete. Später übernahm er den Oberbefehl der Besatzung von Konitz. Zusammen mit seinem schlesischen Landsmann, Fritz von Rabeneck, kontrollierte er Pomerellen und bekämpfte erfolgreich die Danziger, bis deren Kräfte in der Schlacht bei Schwetzin vernichtend geschlagen wurden. Er selbst konnte flüchten. Als Befehlshaber von Konitz behauptete er diesen wichtigen Platz für den Deutschorden bis zum Ende des Dreizehnjährigen Krieges. Währenddessen wurde er mehrfach verwundet. 1466 übergab er nach dreimonatiger Belagerung die Stadt den Polen, nachdem zuvor in Thorn ein Waffenstillstand verkündet wurde, der später zum Frieden von Thorn führte. Für den Berufssöldner hatte sich dieser lange Krieg nicht gelohnt, da der Ordensstaat zahlungsunfähig wurde und Nostitz den versprochenen Sold nicht bekam, obwohl er eigenes Vermögen investiert hatte; unter anderem holte er aus Schlesien vier Geschütze, mit welchen er wieder abziehen durfte.
Zuvor war er schon einmal während einer Pause des preußischen Krieges 1464 vorübergehend in die Dienste Breslaus gegen den utraquistischen König Georg von Podiebrad getreten. 1467 wurde er Hauptmann von Görlitz und ein Parteigänger des Gegenkönigs Matthias Corvinus in der Oberlausitz. Im folgenden Jahrzehnt nahm er am Krieg zwischen Podiebrad und Corvinus teil, der sich bis 1479 hinzog. Für den Katholiken gab es keine Alternative zur Grünberger Allianz. Bei den Landtagen galt er als guter Redner.

### Lokalpatriot
Obwohl bis dahin ein treuer Parteigänger Corvins, kritisierte er ihn wegen seiner Zentralisierungs- und Anschlusspläne. Daher protestierte er 1471, vergeblich, gegen die Ernennung Herzogs Friedrich I. von Liegnitz zum Landvogt der Oberlausitz. Allerdings gelang es ihm 1488, die von dem königlichen Anwalt Georg von Stein betriebene Verschreibung des Landes in die Krone Ungarn zu vereiteln.

### Lebensende
Er starb wahrscheinlich im Jahr 1490. 

## Familie und Nachkommen
Kaspar (lat. Caspar) I. gilt als der Protoplast der Rothenburger Linie derer von Nostitz. Zusammen mit Sabine von Gersdorf hatte er drei Söhne: 
- Hartwig, Herr auf Rottenburg, ⚭ NN von Metzrad
- Georg († 1510) Herr auf Tschochau, ⚭ Ursula von Klüx und Hennersdorf
- Otto, Herr auf Gotta